# The British Packet, and Argentine News
The British Packet, and Argentine News (El Paquete Británico y Noticias Argentinas, en inglés) fue un periódico argentino-británico editado para la comunidad británica y estadounidense asentada en Buenos Aires, Argentina. El periódico fue fundado por Thomas George Love en 1826 y se publicó hasta 1859.

## Historia
Su primera edición fue publicada el 4 de agosto de 1826. Entre varias otras noticias, la edición habla del conflicto entre Argentina y Brasil durante la Guerra del Brasil. 
Editado principalmente para la comunidad británica argentina, aunque también tenía muchos suscritores de las comunidades estadounidense, alemana, irlandesa católica y sus muchos descendientes asentados en Buenos Aires desde el siglo XVIII.
El periódico era el principal diario de habla inglesa en la zona del Río de la Plata. Durante la segunda invasión inglesa, se publicó un segundo diario bilingüe en Montevideo llamado La Estrella del Sur.
Otro diario importante para la comunidad anglófona de Buenos Aires era The Cosmopolitan, que empezó a publicarse en el 23 de noviembre de 1831 y duró hasta 1833.

## Galería

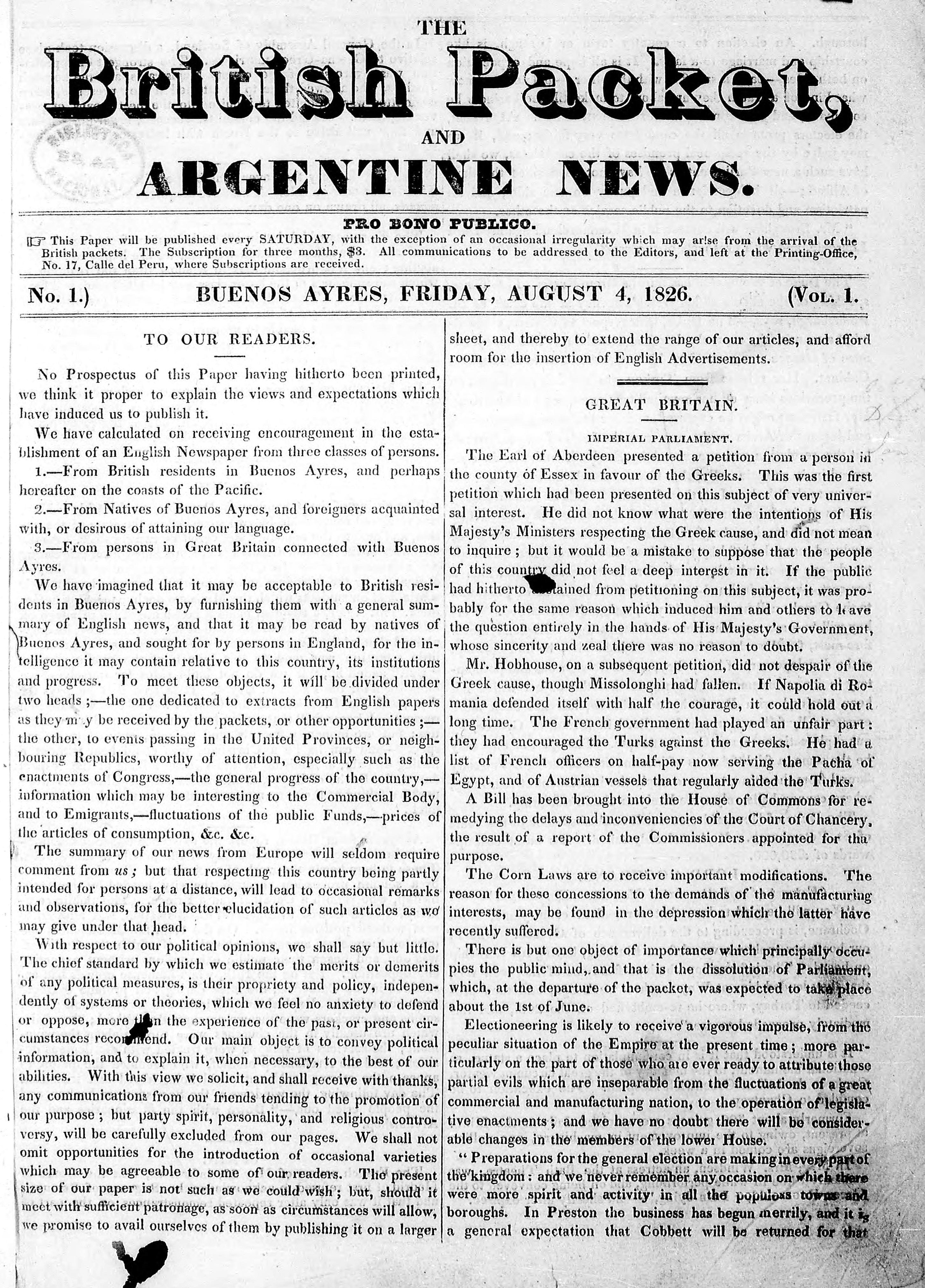
Portada de la primera edición del periódico del 4 de agosto de 1826.
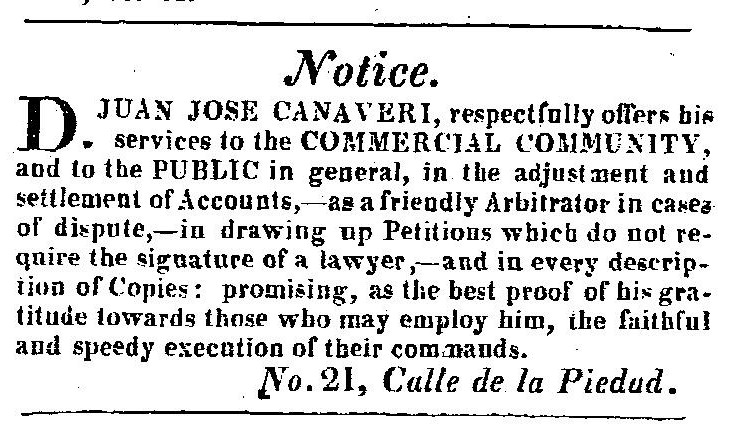
Anuncio de Juan José Canaveri ofreciendo sus servicios legales a la comunidad.
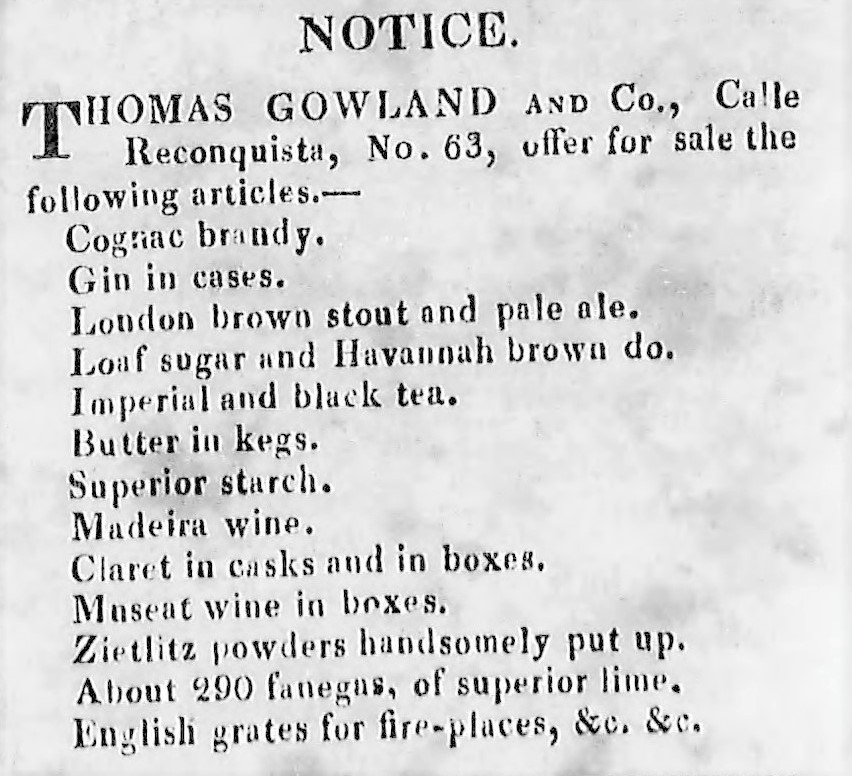
Venta de productos de Thomas Gowland.
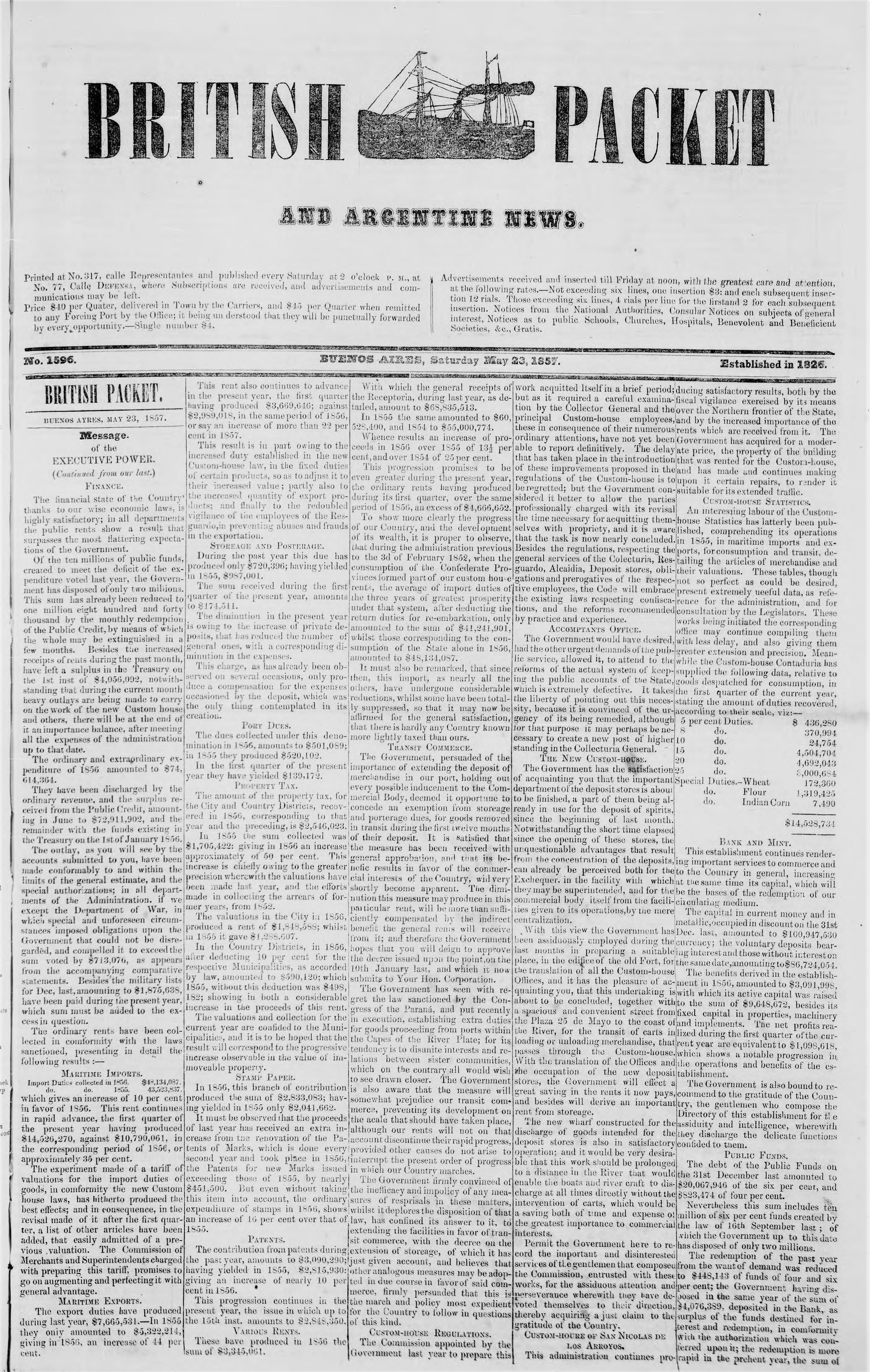
Una de las últimas ediciones del periódico.